# Лархер, Томас
Томас Лархер (нем. Thomas Larcher; род. 16 сентября 1963, Инсбрук) — австрийский композитор и пианист.

## Биография
Учился в Венской академии музыки у Хайнца Медьиморека, Елизаветы Леонской и Эриха Урбаннера. В 2001—2004 гг. преподавал в Базельской Высшей школе музыки. Лауреат нескольких музыкальных премий.

## Творчество
Исполнил и записал произведения Баха, Шуберта, Шёнберга, Исана Юна, Эркки-Свена Тююра, Холлигера, Ольги Нойвирт, Мисато Мотидзуки, Тосио Хосокавы, Иоханнеса Штауда и др. Выступает в ансамбле с Ким Кашкашьян, Томасом Деменгой, Теодоро Анцеллотти.

## Избранные произведения
- Naunz для фортепиано (1989)
- Cold Farmer, струнный квартет (1990)
- Kraken, фортепианное трио (1995)
- Vier Seiten для виолончели соло (1998)
- Mumien для виолончели и фортепиано (2001)
- Still, для альта и камерного оркестра (2002)
- My illness is the medicine I need для сопрано, скрипки, виолончели и фортепиано (2002)
- Heute для сопрано и оркестра (2005—2006)
- Fasern для кларнета, виолончели и фортепиано (2006)
- Böse Zellen для фортепиано и камерного оркестра (2006)
- Mandares, 3-й струнный квартет (2007)